# Лицевая опухоль тасманийского дьявола
Лицевая опухоль тасманийского дьявола (англ. devil facial tumor disease, DFTD) — трансмиссивное злокачественное заболевание тасманийского дьявола. Впервые было описано в Австралии в 1996 году. В последующее десятилетие заболевание настолько распространилось, что привело к снижению численности вида на 20—50 % в 65 % ареала, в основном в восточной части острова Тасмания. Опухоль характеризуется высокой агрессивностью и стопроцентной смертностью заражённых животных в течение 12—18 месяцев. Начальные симптомы заболевания проявляются в повреждениях и припухлостях вокруг пасти тасманийского дьявола, что в дальнейшем развивается в злокачественные опухоли, распространяющиеся c морды животного на всё тело. Когда опухоли приводят к невозможности питания, животное погибает от голода. 
Лицевая опухоль дьявола является очень редким типом трансмиссивной злокачественной опухоли, когда от животного к животному передаются непосредственно опухолевые клетки, приводящие к росту опухолей у заражённого животного. В 2010 году австралийские учёные обнаружили, что опухолевые клетки являются мутировавшими шванновскими клетками. Таким образом, заболевание является единственной описанной трансмиссивной глиомой. Другая известная трансмиссивная злокачественная опухоль — трансмиссивная венерическая саркома собаки (CTVT), описанная в 1876 году российским ветеринаром М. А. Новинским.

## История
Первый случай DFTD был зарегистрирован в 1996 году в юго-восточной части острова. В 1996—2007 годах гистологически подтверждённые случаи DFTD распространились на 32 930 км² (51 % территории Тасмании). Причём к 2007 году около 80 % животных имели признаки заболевания. Из-за угрозы DFTD тасманийский дьявол был помещён в список животных, которым грозит вымирание. Ранней диагностики и лечения заболевания не существует. Эпидемиологическая модель прогнозирует полное вымирание дикой популяции тасманийского дьявола к 2030—2040 году.

## Характеристика
Цитологически опухоль DFTD представляет собой мягкую неоплазматическую ткань, состоящую из недифференциированных клеток круглой или веретенообразной формы. Иммуногистохимический анализ опухоли показывает её нейроэктодермальное происхождение. Нормальный кариотип тасманийского дьявола включает 14 хромосом. Клетки опухоли содержат лишь 13. Опухолевые клетки, вызывающие заболевание у животных, генетически идентичны. Таким образом, DFTD вызывается у различных животных клетками из одного источника. Анализ транскриптома опухолевых клеток методом RNA-Seq, который показывает полный набор активных клеточных генов, продемонстрировал близкое совпадение с транскриптомом шванновских клеток. Например, клетки DFTD синтезируют белок PMP22 (периферический миелиновый белок 22), характерный для шванновских клеток.